# Риццо, Марк
Марк Риццо (англ. Marc Rizzo; 2 августа 1977, Карлштадт, Нью-Джерси, США) — американский музыкант, наиболее известный как бывший ведущий гитарист метал-группы «Soulfly».

## Биография
Он участвовал в восьми альбомах Soulfly: Prophecy, Dark Ages, Conquer, Omen, Enslaved, Savages, Archangel и Ritual. Он также выпустил пять сольных инструментальных альбомов: Marc Rizzo, Colossal Myopia, The Ultimate Devotion, Legionnaire и Rotation. Риццо также является участником Cavalera Conspiracy, сайд-проекта с соучредителями Sepultura Максом и Игорем Кавалерами. Группа выпустила свой дебютный альбом Inflikted в 2008 году, Blunt Force Trauma в 2011 году и Pandemonium в 2014 году. В марте 2015 года было объявлено, что Риццо играет на гитаре в Misfits. Его единственное выступление с группой на данный момент состоялось на голландском Comic Con. В июне 2016 года он присоединился к Dead by Wednesday в качестве второго гитариста. Известно, что в ранние годы он носил рюкзак на сцене во время выступлений.
Хотя Риццо в первую очередь рассматривается как метал-гитарист, сольная работа демонстрирует интерес к широкому спектру стилей, сочетая элементы хард-рока, металла, джаза, классической гитары и фламенко. В 2007 году он возглавил свой первый тур по США с аншлаговыми концертами по всей стране. В 2008 году две сольные пластинки Риццо были выпущены лейблом Shrapnel Records и доступны на iTunes (iTunes.com ).
Риццо был одобрен фирмами Peavey и Yamaha и путешествовал по миру, проводя для Peavey шоу, когда позволял его гастрольный график. Риццо, по состоянию на 2009 год, одобрен B.C. Rich. Для него была создана фирменная семиструнная модель Stealth, которая стала доступна широкой публике в качестве импортной модели в 2010 году. Он использовал семиструнные гитары PRS SE Custom 24. В настоящее время он использует семиструнную гитару Washburn с одним срезом. В 2004 году Риццо вместе с младшим братом Люком создал инди-лейбл Phlamencore Records. С тех пор было выпущено два компакт-диска с сэмплерами (международный дистрибутив) и три полноформатных альбома.
Риццо вырос в Карлштадте, штат Нью-Джерси, где он посещал региональную среднюю школу Генри П. Бектона. В 2020 году Риццо запустил свой новый дэт-метал сайд-проект Revenge Beast.
В августе 2021 года Риццо покинул Soulfly после 18 лет работы в группе. Риццо сказал в интервью, что он не получил никакой поддержки от Soulfly во время пандемии COVID-19. Риццо пошел дальше, сказав: “Я занимался ремонтом дома, работал очень усердно, по 10 часов в день”, - объяснил он. “Вышла концертная запись Soulfly в прошлом году, Live Ritual NYC MMXIX. Я никогда не видел ни цента из этого. Так что, по сути, в течение первых шести или семи месяцев после Covid я просто сказал: "Знаешь, чувак, я больше этого не хочу. Я отдал вам, ребята, 18 лет своей жизни“, и это было замечательное время. Раньше, в хорошие годы, это было здорово. Но последние восемь-десять лет были не очень хорошими". В октябре 2021 года Марк Риццо вернулся в Ill Niño, где он выступал в качестве их первоначального гитариста с 1998 года до своего ухода в 2003 году.

## Дискография

### Cavalera Conspiracy
- Inflikted (2008)
- Blunt Force Trauma (2011)
- Pandemonium (2014)
- Psychosis (2017)

### Committee of Thirteen
- Committee of Thirteen (2004)

### Coretez
- Coretez (EP) (2003)

### Ill Niño
- Ill Niño EP (2000)
- Revolution Revolución (2001)
- Confession (2003)
- The Best of Ill Niño (2006)

### Marc Rizzo
- Colossal Myopia (2005)
- The Ultimate Devotion (2007)
- Legionnaire (2010)
- Rotation (2018)

### Soulfly
- Prophecy (2004)
- Dark Ages (2005)
- Conquer (2008)
- Omen (2010)
- Enslaved (2012)
- Savages (2013)
- Archangel (2015)
- Ritual (2018)